# Athyroglossa tectora
Athyroglossa tectora är en tvåvingeart som beskrevs av Cresson 1926. Athyroglossa tectora ingår i släktet Athyroglossa och familjen vattenflugor. Inga underarter finns listade i Catalogue of Life.